# 힘내레이와!! 로보콘
《힘내레이와!! 로보콘》(일본어: がんばれいわ!!ロボコン)는 과거에 방영되었던 힘내라!! 로보콘, 불타라!! 로보콘의 후속작으로 2020년 7월 31일에 개봉을 했고 살아남기 6차 시리즈 인체에서 살아남기 애니메이션 영화와 같이 동시상영했다.

## 스태프
- 원작 이시노모리 쇼타로
- 감독 이시다 히데노리
- 각본 우라사와 요시오